# Mapungubwe
Mapungubwe was een stad in de Zuid-Afrikaanse provincie Limpopo, waarvan de bloeitijd lag tussen 1000 en 1300. De stad was het centrum van een pre-Shona koninkrijk. In 2003 is het cultuurlandschap van Mapungubwe opgenomen op de Werelderfgoedlijst van UNESCO. Er is onder meer een nationaal park en een archeologische locatie.
De gemeenschap in Mapungubwe was "de meest complexe samenleving in zuidelijk Afrika". Archeologen veronderstellen dat de stad het eerste klassensysteem in zuidelijk Afrika kende, waarbij de leiders gescheiden waren van de overige inwoners en tevens hoger stonden op de hiërarchische ladder.
Het leven in Mapungubwe speelde zich af rond de familie, landbouw en veeteelt. Er waren speciale plekken gemaakt voor het houden van ceremoniën, huishoudelijke activiteiten en andere sociale functies. Het vee leefde achter omheiningen dicht bij de huizen.
Nadat Mapungubwe in verval raakte, werd het vergeten tot 1932, toen een plaatselijke bewoner het bestaan ervan rapporteerde aan de Universiteit van Pretoria. Daarna werden opgravingen georganiseerd; deze vinden tegenwoordig nog steeds plaats. Ondanks de ontdekking van vele gouden voorwerpen werd het bestaan van Mapungubwe aanvankelijk geheimgehouden in verband met de politiek van apartheid van die tijd. Men was ook bang voor goudzoekers.
Sinds 2002 kent Zuid-Afrika een Orde van Mapungubwe voor verdienste.